# 夏尔·帕科姆
夏尔·帕科姆（法語：Charles Pacôme，1902年11月5日—1978年10月1日），法国男子摔跤运动员。他曾代表法国参加1928年和1932年夏季奥林匹克运动会摔跤比赛，共获得一枚金牌和一枚银牌。